# Microbalanç de cristall de quars

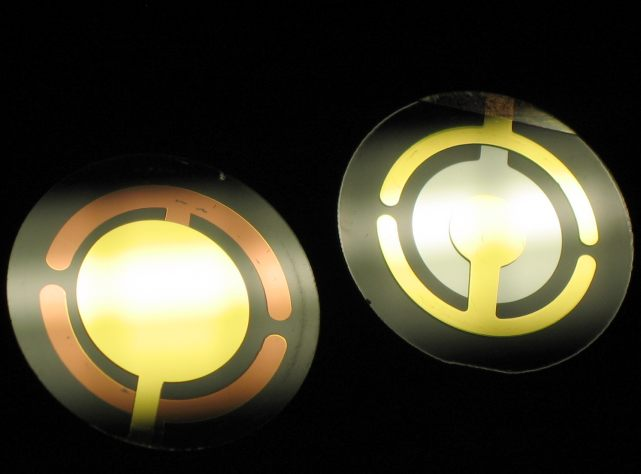
Fotografia dels típics ressonadors de cristall de quars utilitzats per a QCM, metal·litzats amb elèctrodes d'or (esquerra: elèctrode frontal, dreta: elèctrode posterior) per deposició de vapor.

Una microbalança de cristall de quars (QCM) (també coneguda com a microbalança de quars (QMB), de vegades també com a nanobalança de cristall de quars (QCN)) mesura una variació de massa per unitat d'àrea mesurant el canvi de freqüència d'un ressonador de cristall de quars. La ressonància es veu alterada per l'addició o eliminació d'una petita massa a causa del creixement/desintegració d'òxids o la deposició de pel·lícules a la superfície del ressonador acústic. El QCM es pot utilitzar sota buit, en fase gasosa ("sensor de gas", primer ús descrit per King) i més recentment en ambients líquids. És útil per controlar la velocitat de deposició en sistemes de deposició de pel·lícula prima al buit. En líquid, és molt eficaç per determinar l'afinitat de molècules ( proteïnes, en particular) amb superfícies funcionalitzades amb llocs de reconeixement. També s'investiguen entitats més grans, com ara virus o polímers. El QCM també s'ha utilitzat per investigar les interaccions entre biomolècules. Les mesures de freqüència es fan fàcilment amb una alta precisió (que es comenta a continuació); per tant, és fàcil mesurar les densitats de massa fins a un nivell inferior a 1 μg/cm2. A més de mesurar la freqüència, sovint es mesura el factor de dissipació (equivalent a l'amplada de banda de ressonància) per ajudar a l'anàlisi. El factor de dissipació és el factor de qualitat invers de la ressonància, Q−1 = w/f r (vegeu més avall); quantifica l'amortiment del sistema i està relacionat amb les propietats viscoelàstiques de la mostra.

## General
El quars és un membre d'una família de cristalls que experimenten l'efecte piezoelèctric. L'efecte piezoelèctric ha trobat aplicacions en fonts d'alta potència, sensors, actuadors, estàndards de freqüència, motors, etc., i la relació entre la tensió aplicada i la deformació mecànica és ben coneguda; això permet sondejar una ressonància acústica per mitjans elèctrics. L'aplicació de corrent altern al cristall de quars induirà oscil·lacions. Amb un corrent altern entre els elèctrodes d'un cristall tallat correctament, es genera una ona de cisalla estacionària. El factor Q, que és la relació entre freqüència i amplada de banda, pot arribar a ser de 10 6. Una ressonància tan estreta condueix a oscil·ladors altament estables i una alta precisió en la determinació de la freqüència de ressonància. El QCM aprofita aquesta facilitat i precisió per a la detecció. L'equip comú permet una resolució de fins a 1 Hz en cristalls amb una freqüència de ressonància fonamental en el 4-6 rang de MHz. Una configuració típica per al QCM conté tubs de refrigeració d'aigua, la unitat de retenció, equips de detecció de freqüència mitjançant un pas de micropunts, una font d'oscil·lació i un dispositiu de mesura i registre.
La freqüència d'oscil·lació del cristall de quars depèn parcialment del gruix del cristall. Durant el funcionament normal, totes les altres variables que influeixen es mantenen constants; per tant, un canvi de gruix es correlaciona directament amb un canvi de freqüència. A mesura que es diposita massa a la superfície del cristall, el gruix augmenta; en conseqüència la freqüència d'oscil·lació disminueix respecte al valor inicial. Amb algunes hipòtesis simplificadores, aquest canvi de freqüència es pot quantificar i correlacionar amb precisió amb el canvi de massa mitjançant l'equació de Sauerbrey. Altres tècniques per mesurar les propietats de les pel·lícules primes inclouen ellipsometria, espectroscòpia de ressonància plasmònica superficial (SPR), ressonància plasmònica de superfície multiparamètrica i interferometria de polarització dual.

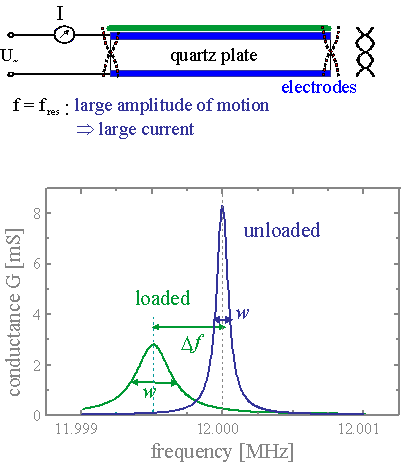
L'anàlisi d'impedància es basa en la corba de conductància elèctrica. Els paràmetres centrals de mesura són la freqüència de ressonància f _{res} i l'amplada de banda w.

## QCM gravimètric i no gravimètric
L'aplicació clàssica de detecció dels ressonadors de cristall de quars és la microgravimetria. Hi ha disponibles molts instruments comercials, alguns dels quals s'anomenen monitors de gruix. Aquests dispositius exploten la relació de Sauerbrey. Per a pel·lícules primes, la freqüència de ressonància sol ser inversament proporcional al gruix total de la placa. Aquest últim augmenta quan es diposita una pel·lícula sobre la superfície del cristall. La sensibilitat de la monocapa s'aconsegueix fàcilment. Tanmateix, quan el gruix de la pel·lícula augmenta, entren en joc els efectes viscoelàstics. A finals de la dècada de 1980, es va reconèixer que el QCM també es pot operar en líquids, si es prenen les mesures adequades per superar les conseqüències del gran amortiment. De nou, els efectes viscoelàstics contribueixen fortament a les propietats de ressonància.
Avui dia, el micropesatge és un dels diversos usos del QCM. Les mesures de viscositat i, més generalment, les propietats viscoelàstiques també són de molta importància. El QCM "no gravimètric" no és en cap cas una alternativa al QCM convencional. Molts investigadors, que utilitzen ressonadors de quars amb finalitats diferents de la gravimetria, han continuat anomenant el ressonador de cristall de quars "QCM". De fet, el terme "equilibri" té sentit fins i tot per a aplicacions no gravimètriques si s'entén en el sentit d'equilibri de forces. En la ressonància, la força exercida sobre el cristall per la mostra s'equilibra amb una força originada pel gradient de cisalla dins del cristall. Aquesta és l'essència de l'aproximació de càrrega petita.

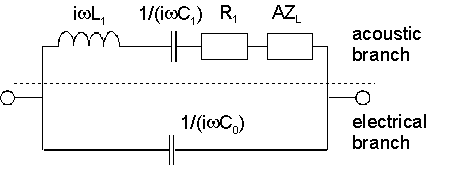
Circuit equivalent Butterworth-van-Dyke (BvD). C _{0} és la capacitat elèctrica (paral·lela) a través dels elèctrodes. L _{1} és la inductància de moviment (proporcional a la massa). C _{1} és la capacitat de moviment (inversament proporcional a la rigidesa) i R _{1} és la resistència de moviment (quantificant les pèrdues dissipatives). A és l'àrea efectiva del cristall i Z _{L} és la impedància de càrrega.

El QCM mesura la massa inercial i, per tant, en operar a una freqüència de ressonància elevada, es pot fer molt sensible a petits canvis en aquesta inèrcia a mesura que s'afegeix (o s'elimina) material a la seva superfície. La sensibilitat de les mesures de massa gravitatòria està, en comparació, limitada per la força del camp gravitatori de la Terra. Normalment pensem en una balança com una manera de mesurar (o comparar) la massa gravitatòria, mesurada per la força que la terra exerceix sobre el cos que es pesa. Alguns experiments han demostrat un enllaç directe entre QCM i el sistema SI comparant pesades traçables (massa gravitatòria) amb mesures QCM.
El quars α cristal·lí és, amb diferència, el material més important per als ressonadors de cisalla de gruix. La langasita (La 3 Ga 5 SiO 14, "LGS") i l'ortofosfat de gal (GaPO4) s'investiguen com a alternatives al quars, principalment (però no només) per al seu ús a altes temperatures. Aquests dispositius també s'anomenen "QCM", tot i que no estan fets de quars (i es poden utilitzar o no per a gravimetria).